# Eulalia bicornuta
Eulalia bicornuta är en gräsart som beskrevs av Norman Loftus Bor. Eulalia bicornuta ingår i släktet Eulalia och familjen gräs. Inga underarter finns listade i Catalogue of Life.